# Црни врх (источна Србија)
Црни врх је планина у источној Србији, на развођу између сливова Мораве и Црног Тимока (Црне реке), на 30 km од Бора. Састоји се од две палеовулканске купе, од којих се виша диже до 1.043 m. Планина је изграђена од андезита, пошумљена и слабо насељена. Североисточним подножјем води пут Бор—Жагубица.
Обилује црном боровом шумом, по којој је Црни врх и добио назив. Од 1952. године постоји планинарски дом, а први ски лифт (сидро) на Црном врху је постављен 1985. године дужине 980 m и капацитетом за 30 сидра.
Црни врх је 2010. године добио једноужну двоседну жичару, демонтирана жичара „Центар” са Копаоника, дугу 1.368 m капацитета 1.193 скијаша по часу, са 169 седишта. Њена монтажа на Црном врху је завршена у јесен 2012. године, а први пут је пуштена у рад лета 2013. године. 
Прва званична сезона са новим ски лифтом почела је 2013/14, где су употреби две од постојећих три стазе. Прва стаза зове се „Јелен 1” која се категорише као мала црвена стаза дужине 800 m, док се друга стаза зове „Јелен 2” категорисана као црвено-црна дужине 1.600 m. Трећа црна стаза још није пуштена у рад. Поред ових стаза постоји и ски пут дужине 2.300 m. 
Црни врх током пролећних и летњих месеци обилује лековитим биљем: коприва, сремуш, зеље, кантарион, купине, лешник, шипак...